# Alfredo Schäffler
Alfredo Schäffler (* 18. Januar 1941 in Waidhofen an der Ybbs, Niederösterreich, Österreich) ist ein österreichischer Geistlicher und emeritierter römisch-katholischer Bischof von Parnaíba in Brasilien.

## Leben
Alfredo Schäffler ging nach dem Schulbesuch in Waidhofen nach Wien-Strebersdorf und trat der Ordensgemeinschaft der Christlichen Schulbrüder bei. Er war von 1963 bis 1966 in Feldkirch als Religionslehrer und Erzieher tätig. Er verließ anschließend den Orden, um Priester zu werden. Am 16. Juni 1968 empfing er das Sakrament der Priesterweihe für das brasilianische Bistum Picos.
Neben verschiedenen Seelsorgeaufgaben in Brasilien studierte er ab 1978 Kanonisches Recht an der Päpstlichen Universität Gregoriana in Rom. Ab 1985 war er Pfarrer in Teresina und Bischofsvikar für wirtschaftliche Angelegenheiten.
Am 15. März 2000 ernannte ihn Papst Johannes Paul II. zum Koadjutorbischof von Parnaíba. Der Erzbischof von Teresina, Miguel Fenelon Câmara Filho, spendete ihm am 3. Juni desselben Jahres die Bischofsweihe; Mitkonsekratoren waren der Bischof von Picos, Augusto Alves da Rocha, und der Bischof von Parnaíba, Joaquim Rufino do Rêgo. Am 21. Februar 2001 wurde Alfredo Schäffler in Nachfolge von Joaquim Rufino do Rêgo, der aus Altersgründen zurücktrat, Bischof von Parnaíba.
Papst Franziskus nahm am 24. August 2016 seinen altersbedingten Rücktritt an.